# Resolution 434 des UN-Sicherheitsrates
Die Resolution 434 des Sicherheitsrats der Vereinten Nationen, die am 18. September 1978 verabschiedet wurde, bekräftigte frühere Resolutionen, darunter 425 (1978), 426 (1978) und 427 (1978), und lobte die Interimstruppe der Vereinten Nationen im Libanon für ihre Arbeit im Südlibanon, äußerte jedoch Besorgnis über die Lage im Libanon insgesamt. Die Entscheidung fiel vor dem Hintergrund des libanesischen Bürgerkriegs und des palästinensischen Aufstands im Südlibanon.
Der Rat nahm auch mit Besorgnis zur Kenntnis, dass die UN-Übergangsstreitkräfte nicht frei in dem gesamten Gebiet operieren konnten, und drückte seine Trauer über den Verlust einiger ihrer Mitglieder aus. Auf Ersuchen der libanesischen Regierung beschloss der Rat daher:
(a) das Mandat der Interimstruppe der Vereinten Nationen um vier Monate bis zum 19. Januar 1979 verlängert; (b) Israel, den Libanon und andere aufgefordert, die früheren Resolutionen umzusetzen;  (c) den Generalsekretär gebeten, innerhalb von zwei Monaten über die Fortschritte bei der Umsetzung der Resolution Bericht zu erstatten.
Die Resolution 434 wurde mit 12 Stimmen bei keiner Gegenstimme angenommen, während sich die Tschechoslowakei und die Sowjetunion der Stimme enthielten und China nicht teilnahm.